# Consonne affriquée post-alvéolaire sourde
Cet article court présente un sujet plus développé dans : consonne post-alvéolaire.
Une consonne affriquée post-alvéolaire sourde désigne, en phonétique articulatoire, une consonne de mode d'articulation affriqué et de phonation sourde dont le lieu d'articulation se situe au niveau de la jonction entre les alvéoles de la mâchoire supérieure et le palais dur. Il en existe plusieurs types distingués par la forme prise par le corps de la langue lors de l'articulation.
| API | Description                        | Exemple  | Exemple     | Exemple   | Exemple       |
| --- | ---------------------------------- | -------- | ----------- | --------- | ------------- |
| API | Description                        | Langue   | Orthographe | API       | Signification |
| t͡ʃ  | Affriquée palato-alvéolaire sourde | Anglais  | church      | ['t͡ʃɜːt͡ʃ] | église        |
| t͡ɕ  | Affriquée alvéolo-palatale sourde  | Mandarin | 京          | [t͡ɕi55ŋ]  | capitale      |
| t͡ʂ  | Affriquée rétroflexe sourde        | Mandarin | 中          | [t͡ʂ55ŋ]   | milieu        |